# 山本貴司
山本 貴司（やまもと たかし、1978年7月23日 - ）は、日本の男子競泳選手。1996年アトランタオリンピック・2000年シドニーオリンピック・2004年アテネオリンピックの3大会連続出場。2004年アテネオリンピック200mバタフライ銀メダリスト、400mメドレーリレー銅メダリスト。100m、200mバタフライの元日本記録保持者。

## 経歴
大阪市住之江区に生まれ、3歳から水泳を始める。高校3年時にアトランタオリンピックに出場し、オリンピックデビュー。その後近畿大学附属高校から近畿大学商経学部を2001年3月卒業。2001年4月からは近畿大学の職員に、2004年10月から水上競技部コーチを、2013年11月からは同部監督を務めている。
2002年にバルセロナオリンピック・アトランタオリンピック競泳日本代表の千葉すずと結婚した。3児の父（第1児・2005年生、第2児・2007年生）でもある。
2008年、北京オリンピック出場を賭けて臨んだ日本選手権水泳競技大会では100m4位、200m3位と敗れ、4大会連続オリンピック出場はならなかった。これを受け、大会終了後のプレスインタビューでは『やりつくした思いでいっぱい』と、笑顔を浮かべながら現役引退を明らかにした。後日、正式な引退記者会見を行った。
日本選手権では、バタフライ50mで1度100mで10度、200mで7度優勝した。
関西テレビで夕方に放送されているニュース番組（スーパー ニュース ほっと関西→FNNスーパーニュースアンカー）で2006年10月27日までスポーツキャスターを担当していた。
現在は近畿大学東大阪キャンパスの職員でもある。2010年現在、入試センター入試広報課で勤務している。
2013年11月、近畿大学水上競技部監督に就任。

## 人物
ひょうきんな性格でユニークな言動が多く、日本チームのムードメーカー的な存在であった。

## 主な記録と特徴
- 種目はすべてバタフライ

| 距離 | タイム  | 大会名                     |
| ---- | ------- | -------------------------- |
| 100m | 52.27   | 2003年バルセロナ世界選手権 |
| 200m | 1.54.56 | 2004年アテネオリンピック   |

2006年8月、山本が保持していた最古の高校記録である100mバタフライの記録（53秒85）が村松由規によって破られた。
2007年3月、世界水泳メルボルン大会の男子400mメドレーリレーで銀メダル。
一時期タイムが伸び悩んだ時期、どうすればタイムを伸びるかを考えた結果、過度の筋肉トレーニングを辞めて基本動作の確認を中心に練習し、日本記録を出した事がある。
泳ぎの特徴としては、うねりの少ない泳ぎとされている。
アジア競技大会では100mバタフライで３連覇を達成している